# البنك المركزي الهولندي
البنك المركزي الهولندي (DNB، البنك الهولندي) هو البنك المركزي الهولندي. وهو جزء من النظام الأوروبي للبنوك المركزية (نظام البنوك المركزية الأوربي).